# Letis arcana
Letis arcana är en fjärilsart som beskrevs av Guido Benno Feige 1974. Letis arcana ingår i släktet Letis och familjen nattflyn. Inga underarter finns listade i Catalogue of Life.